# 帕多克鎮區 (內布拉斯加州霍爾特縣)
帕多克鎮區（英語：Paddock Township）是位於美國內布拉斯加州霍爾特縣的一個行政鎮區。

## 地方資料
帕多克鎮區的面積為193.65平方千米，當中陸地面積為192.20平方千米，而水域面積為1.45平方千米。根據2020年美國人口普查的數據，當地共有人口68人，而人口密度為每平方千米0.35人。